# 污斑駝背脂鯉
污斑駝背脂鯉（学名：Cyphocharax spilotus），為輻鰭魚綱脂鯉目脂鯉亞目無齒脂鯉科的其中一個種，分布於南美洲烏拉圭巴拉那河下游及巴拉圭河流域，體長可達8.9公分，棲息在河川中底層水域，以生活習性不明。